# Sophia Di Martino
Pour les articles homonymes, voir Di Martino.
Sophia Di Martino, née le 15 novembre 1983 à Nottingham (Nottinghamshire), est une actrice britannique.

## Biographie

### Enfance et scolarité
D'ascendance italienne, Sophia Di Martino naît en 1983 à Nottingham, dans le Nottinghamshire. Elle fréquente la Chilwell Comprehensive School où elle obtient un A-level avant de fréquenter l'Université de Salford et de signer avec un agent. Elle obtient également un diplôme avec mention dans le domaine des médias. Elle vit à Londres.

### Carrière
Sophia Di Martino travaille tout d'abord pour la télévision, le cinéma, le théâtre et la musique. Dans Flowers, diffusée sur Channel 4, elle interprète Amy Flowers. Elle incarne Eva dans le film The Darkest Universe en 2016. Elle est apparue dans le rôle d'Amber dans la série Mount Pleasant et dans le rôle d'Emma, la petite amie du personnage de Simon Bird, Adam, dans le premier épisode du Friday Night Dinner diffusé sur Channel 4. Elle était également une actrice récurrente au sein de la série Casualty, jouant le rôle de Pauline "Polly" Emmerson, du 19 mars 2009 au 30 avril 2011. En 2018, elle est apparue dans Into the Badlands. En novembre 2019, elle a été choisie pour jouer dans la série Loki, sur Disney+.

## Vie privée
Sophia Di Martino est en couple depuis 2009 avec l'acteur Will Sharpe, qu'elle rencontre lors du tournage de la série Casualty. Ensemble, ils ont deux enfants, nés respectivement en octobre 2019 et novembre 2021.

## Filmographie

### Cinéma
- 2011 : Black Pond : Rachel
- 2015 : A Royal Night Out : Phoebe
- 2016 : The Darkest Universe : Eva
- 2019 : Yesterday de Danny Boyle  : Carol
- 2021 : La Vie extraordinaire de Louis Wain (The Electrical Life of Louis Wain) de Will Sharpe : Judith

### Télévision
- 2004 : Holby City : Gemma Walker
- 2005 : Doctors : Natalie James
- 2006 : New Street Law : Ella
- 2006 : Free Range : Charlotte

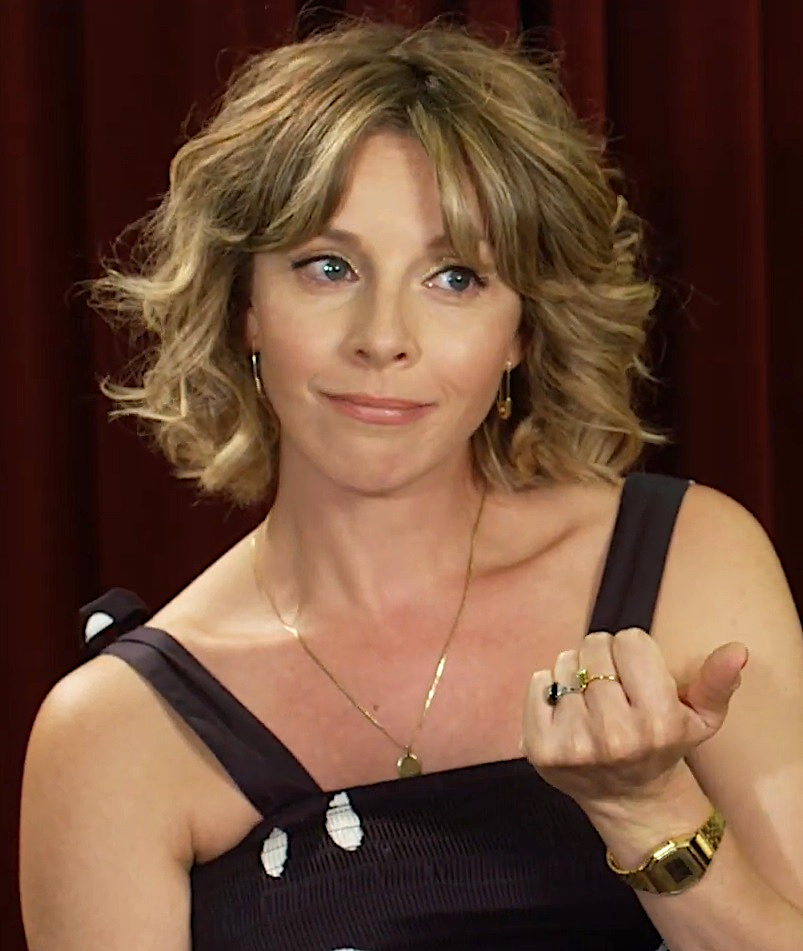
Sophia Di Martino en 2021.

- 2006 : Strictly Confidential : Roanna
- 2007-2009 : Ideal : Helena
- 2007 : Heartbeat : Wendy
- 2007 : The Marchioness Disaster : Erika Spotswood
- 2008 : The Royal Today : Gemma Pennant
- 2008 : Spooks: Code 9 : Harpie Girlfriend
- 2008 : Survivors : Simone
- 2009 : Blue : Saskia Burton
- 2009 : Boy Meets Girl : Fashion Student[Quoi ?]
- 2009-2011 : Casualty : Polly Emmerson / Shauna Milsom
- 2010 : The Road to Coronation Street : Josie Scott
- 2012 : Eternal Law : Lucy Orchard
- 2013 : Great Night Out : Mabel
- 2013 : Southcliffe : Micki
- 2013 : Mount Pleasant : Amber
- 2014 : Friday Night Dinner : Emma
- 2014 : 4 O'Clock Club : Miss Emma Parkwood
- 2015 : Hetty Feather : Hannah Prestwick
- 2015 : Draw on Sweet Night : Lady Mary Darcy
- 2015 : The Job Lot : Jodie
- 2015 : Spencer Jones Christmas : Mum
- 2016 : Inspecteur Barnaby : Amber Layard
- 2016 : The Lock-In : Jodie
- 2016–2018 : Flowers : Amy Flowers
- 2017 : Canned : Sam
- 2017 : Hidden America with Jonah Ray : Emma
- 2017 : The Photographer : Sophie
- 2017 : Election Spy : Becs
- 2017 : Smear : Chloe
- 2017 : Baby Gravy : Brona
- 2017 : The Jonah Man : Claire
- 2017 : Crackanory : Lil
- 2018 : Into the Badlands : Lily
- 2018 : Click & Collect : Claire
- 2019 : End-O : Jaq
- 2020 : Affaires non classées : Claire Ashby
- 2020 : Hitmen : Annie
- 2021-2023 : Loki : Sylvie
- 2022 : Peacock (en) : Blue